# Људи (Толкин)
Атани је раса људи који се појављују у чувеним Толкиновим романима Господар прстенова, Хобит, Силмарилион.
Од свих Људи у Првом Добу Сунца најмоћнији су били Атани од Три Куће Вилин-пријатеља који су живели у Белеријанду. Чак и по мерилима Елдара, подвизи ових смртника за време Рата Драгуља били су велики. Много од тога је испричано у "Квента Силмарилиону", како је Хурин убио седамдесет Тролова и издржао Морготова мучења, како је Турин убио Глаурунга, оца змајева, како је Берен исекао Силмарил из Морготове круне, и како је Еарендил морепловац пловио небом у свом броду с драгуљима. А преко Атанија људи су се први пут оплеменили мешањем с вилинском крвљу, јер се три пута у Првом добу по један великаш Атанија венчао с принцезом вилењака: Берен се венчао с Лутијеном, Туор се венчао с Идрилом и Еарендил се венчао с Елвингом. Тако су Атани били најплеменитији и најјачи од људи, који су стварали моћна краљевства, и подучавали много чему што су научили од Вилењака своје потомке и незнатније људе који су дошли касније.
Међутим, име Атани су људима три куће само на кратко дали Нолдори.
Његово право значење је „друго-рођени“, како се звала цела раса смртника који су се појавили на истоку Средње земље. Јер као што су вилењаци, који су дошли на свет у време поновног паљења Звезда, названи прворођени, тако су људи, који су дошли у време уздизања Сунца, названи другорођени - Атани.
С временом, међутим, име Атани је потпуно ишчезло, јер квенијски језик Нолдора није био у широкој употреби у смртним земљама. Људи од три куће постали су Едаини на уобичајенијем синдарском језику сивих вилењака, и под тим именом је испричан већи део прича о овим Људима у изгубљеним земљама Белеријанда.

## Апанонар
Апанонар је раса људи који се појављују у чувеним Толкиновим романима Господар прстенова, Хобит, Силмалирион.
Апанонар је била прва раса људи који су се појавили у земљи званој Хилдоријен која се налази на истоку средње земље. Та раса људи је названа Апанонар што значи „после-рођени“, јер нису били први народ који је дошао на Арду који говори. Вилењаци, Патуљци, Енти и опаке расе орка и трола били су на свету већ много пре него што су стигли Људи.
Кад се Сунце први пут уздигло на Арди и његова светлост засјала у земљи Хилдоријен у источној Средњој земљи, појавила се раса смртних бића.